# 24699 Schwekendiek
24699 Schwekendiek (1990 TJ7) là một tiểu hành tinh vành đai chính được phát hiện ngày 13 tháng 10 năm 1990 bởi L. D. Schmadel và F. Borngen ở Tautenburg.